# Eurybia paulla
Eurybia paulla är en fjärilsart som beskrevs av Hans Ferdinand Emil Julius Stichel 1926. Eurybia paulla ingår i släktet Eurybia och familjen Riodinidae. Inga underarter finns listade i Catalogue of Life.